# Massies Corner
Massies Corner ist ein gemeindefreier bewohnter Ort („unincorporated community“) im Rappahannock County im US-Bundesstaat Virginia.
Der Ort liegt etwa vier Kilometer nordöstlich des County Seats Washington an der Kreuzung der Virginia State Route 211 mit dem U.S. Highway 522.